# 밀양 표충사 삼층석탑 출토 유물 일괄
밀양 표충사 삼층석탑 출토 유물 일괄(密陽 表忠寺 三層石塔 出土 遺物 一括)은 대한민국 경상남도 밀양시 표충사에 있는, 1995년 실시된 삼층석탑의 해체보수 과정에서 기단 적심부에서 발견된 것이다. 2017년 10월 31일 대한민국의 보물 제1944호로 지정되었다.

## 개요
밀양 표충사 삼층석탑 출토 유물 일괄은 1995년 실시된 삼층석탑의 해체보수 과정에서 기단 적심부에서 발견된 것이다. 이들 유물은 통일신라시대부터 고려시대에 이르는 20구의 금동불상과 탑에 봉안된 여러 공양물, 석탑의 보수를 알려주는 조선 초기의 <개수기비>(1491년)를 포함하고 있다. 불상 중에는 머리와 대좌 등이 파손되어 완전하지 못한 것도 있으나 출토지가 분명한 곳에서 시기를 달리 하는 많은 불상이 일괄로 발견되었다는 점에서 중요한 의의가 있다. 
석탑 내에 사리장엄구 이외 불상을 봉납한 사례는 통일신라시대 석탑에서 흔히 볼 수 있는 사례이지만, 이렇게 다양한 형식과 양식, 그리고 시대별 층위를 가진 불상이 다량으로 봉납된 사례는 그 유례를 찾을 수 없을 만큼 드문 경우이다. 또한 이는 통일신라 9세기 대에 건립된 석탑이 이후에도 여러 차례 보수를 거쳐 오늘에 이르렀음을 말해주는 실증적 자료이기도 하다. 
표충사 삼층석탑에서 출토된 금동불상 및 청동탑편, 개수탑기비(改修塔記碑), 상평통보 등은 금동불상 연구와 석탑의 공양의식, 중수사례 연구에 귀중한 자료라고 판단되므로, 일괄로 국가지정문화재(보물)로 지정하였다

## 같이 보기
- 밀양 표충사 삼층석탑 - 보물 제467호

## 참고 자료
- 밀양 표충사 삼층석탑 출토 유물 일괄 - 국가유산청 국가유산포털